# Эрроуз (команда Формулы-1)
Эрроуз Гран-при Интернейшенел (Arrows Grand Prix International, от англ. Arrows — «стрелы») — спортивная команда, участник чемпионата мира по автогонкам в классе Формула-1 сезонов 1978 — 1990 и 1996 — 2002 годов. В сезонах 1990 — 1996 годов, после покупки команды японским бизнесменом Ватару Охаши, на базе команды была организована команда  «Футуорк» (англ. Footwork). Команда долго была обладателем печального рекорда Формулы-1 по количеству участий в Гран-при без побед. Наиболее близок к победе, за рулём автомобиля этой команды, был Дэймон Хилл на Гран-при Венгрии 1997 года, лидировавший вплоть до последнего круга гонки. Этот печальный рекорд в сезоне 2003 побила команда «Минарди».

## История команды

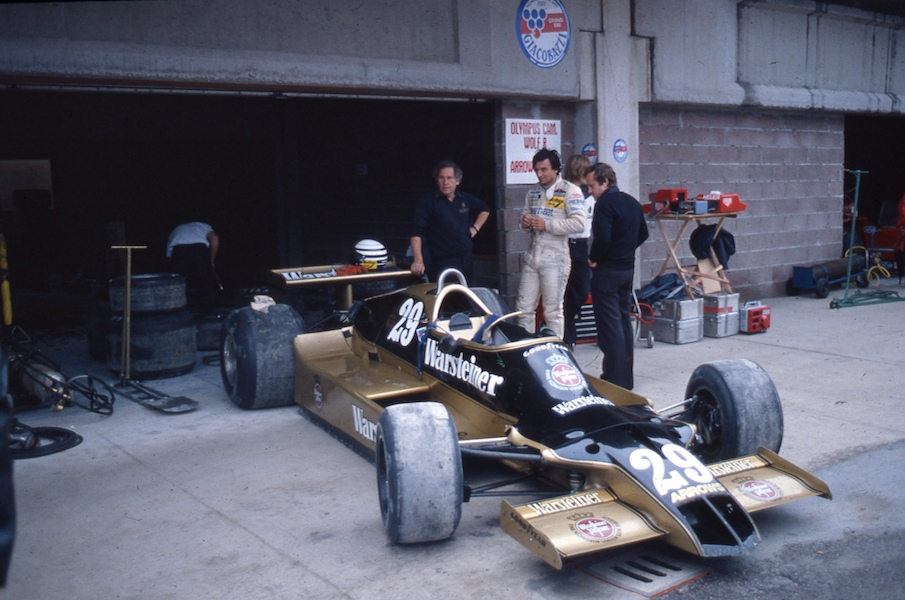
Arrows A1 на внезачётном Гран-при Дино Феррари 1979 года

Команда «Эрроуз» была основана в 1977 году при поддержке итальянского финансиста Франко Амброзио. Название «Arrows» («Стрелы») происходит от имён основателей: Франко Амброзио, Алан Рисс, Джекки Оливер, Дэйв Уосс и Тони Саутгейт. Команда создана после того, как последние покинули команду Shadow.
Изначально команда разместилась в английском городе Милтон-Кейнс и создала свой первый автомобиль Формулы-1 за 53 дня. «Эрроуз» подписала контракт с Риккардо Патрезе, который принёс команде первые очки, финишировав третьим на Гран-при США-Запад в Лонг-Бич.
Амброзио покинул команду в связи с заключением в тюрьму из-за нарушений финансового законодательства Италии (в рамках громкой операции «Чистые руки» по делу о коррупции среди политиков и предпринимателей). Команда «Шэдоу» обвинила «Эрроуз» в нарушении авторских прав, заявив что машина Arrows A1 является копией проекта Shadow DN9. И перед Гран-при Австрии 1978 года лондонский Верховный Суд удовлетворил претензии «Шэдоу» к «Эрроуз». В связи с отсутствием возможности в дальнейшем использовать машину FА1 в гонках Формулы-1, на Гран-при Австрии гонщики команды стартовали на новой разработке команды «Эрроуз» — Arrows A1.

## Этапы истории

### Эрроуз Гран-при Интернейшенел
В дебютном сезоне команда продемонстрировала неплохую скорость для команды — новичка, а также способность бороться за очки. Дебютировала команда на Гран-при Бразилии с одним автомобилем, под управлением Риккардо Патрезе, который претендовал на очки, однако механические проблемы нового автомобиля позволили ему добраться до финиша лишь 10-м. На следующем Гран-при в ЮАР, команда выставила на гонку второй автомобиль, которым управлял немец Рольф Штоммелен, а Патрезе едва не сотворил сенсацию, пролидировав большую часть гонки. Но сгоревший на 63-м круге двигатель не дал итальянцу одержать победу. На Гран-при США-Запад Патрезе принёс команде первое в её истории очко, финишировав шестым. На следующем этапе в Монако Риккардо повторил этот результат. На этапе в Швеции Патрезе принёс команде первый в её истории подиум, финишировав 2-м. В сентябре на Гран-при Италии в Монце Патрезе стал виновником аварии, в результате которой погиб Ронни Петерсон, и был отстранён от участия в Гран-при США. По итогам сезона 1978 Патрезе стал 12-м в чемпионате мира с 11 очками, в одиночку приведя команду к 10-му месту в Кубке Конструкторов. Штоммелен проездил сезон вхолостую, так и не набрав ни одного очка. Его максимальным результатом стали два подряд 9-х места на Гран-при ЮАР и на Гран-при США-Запад.
Сезон 1979 команда начала в цветах немецкого пивоварного гиганта Warsteiner, но подтвердить ударный дебют «Стрелам» не удалось. Патрезе, и заменивший Штоммелена, Йохен Масс весь сезон провели в середняках. Лучшим финишем в сезоне 1979 стало 5-е место Патрезе на Гран-при Бельгии. В итоге «Эрроуз» закончили сезон на 9-й позиции с 5 очками, а Патрезе и Масс в чемпионате гонщиков расположились на 19-й и 18-й позициях соответственно.
Сезон 1980 «Стрелы» провели заметно сильнее чем прошлый. Новый титульный спонсор, компания Ragno, совершенно новое шасси необычной формы, проверенный двигатель Cosworth DFV и отличная пара гонщиков, сохранившая места в команде с прошлого сезона показали, что команду ещё рано списывать в аутсайдеры чемпионата. Во второй гонке сезона, Гран-при Бразилии Патрезе, благодаря сходам соперников, а также неплохой скорости машины закончил гонку на 6-м месте, принеся первое очко в копилку этого чемпионата. На следующем этапе в ЮАР 6-м приехал Масс. На следующем этапе, Гран-при США-Запад, где два года назад Патрезе принёс команде её первое очко, он же квалифицировавшись восьмым, благодаря сходам соперников и надёжности машины, приехал на финиш 2-м, уступив лишь Нельсону Пике на Брэбеме. Однако, во второй половине сезона подтянулись конкуренты и «Эрроуз» начала сдавать позиции. Единственным результативным финишем стало 4-е место Масса на Монако. Сезон 1980 команда вновь закончила на 9-й позиции с 11 очками. Патрезе стал в итоге 9-м с 7 очками, Масс-17-м, взяв 4 очка, а Майк Такуэлл и Манфред Винкельхок, подменявшие Масса на Гран-при Италии и Голландии не набрав ни одного очка не были классифицированы в итоговом протоколе чемпионата.

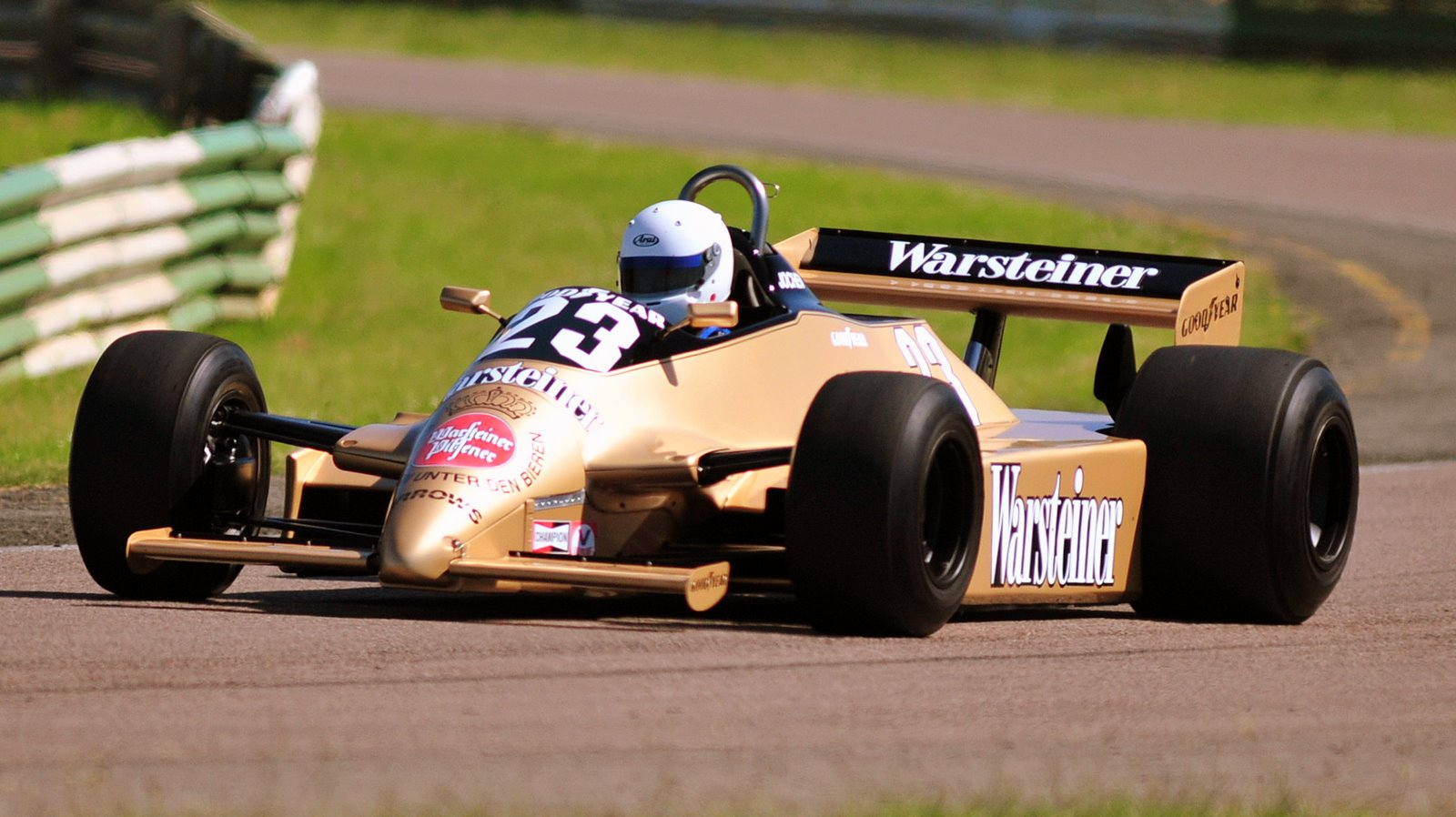
Arrows A3 1980 года

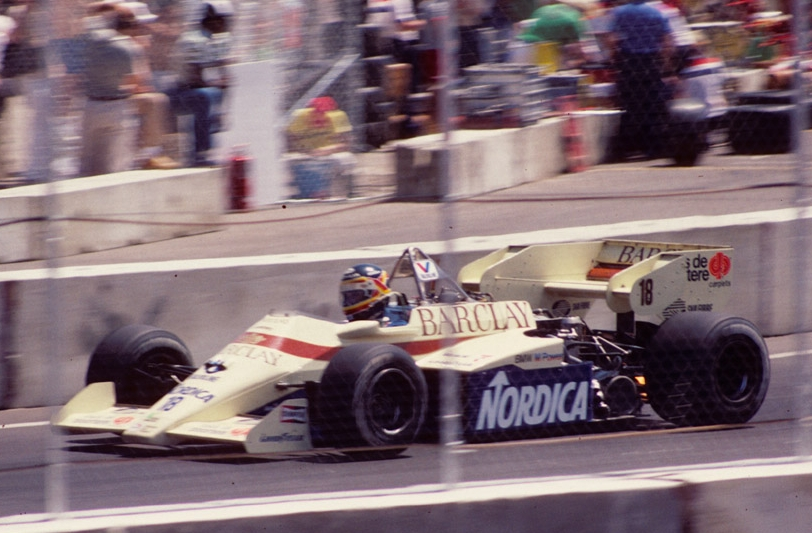
Arrows A7 на Гран-при США 1984.

Перед первым Гран-при сезона 1981 никто не ожидал от «Эрроуз» сенсаций. Команда начала сезон на прошлогоднем шасси А3, с уже проверенным Риккардо Патрезе и новичком Зигфридом Стором. Каково же было удивление зрителей, когда Патрезе на машине, которая в прошлом сезоне не блистала результатами, взял поул-позишн. На этом сюрпризы не закончились: со старта итальянец ушёл вперёд, не пропустив никого из лидеров. Однако, на 24-м круге Карлос Ройтеман на «Уильямсе» обошёл итальянца, через несколько кругов мимо него пронёсся ещё один «Уильямс» Алана Джонса, а на 34-м круге Патрезе остановился на трассе после поломки масляного фильтра. На следующем этапе в Бразилии Патрезе взял 3-й в истории команды подиум, финишировав 3-м, вновь пропустив вперёд только два «Уильямса». 4-й подиум ждать тоже долго на пришлось, на Сан-Марино Патрезе финишировал вторым. Но, после столь удачного начала, продолжения не последовало. Патрезе до конца сезона так больше и не заработал ни одного очка, ровно как и Стор, который вдобавок к неудовлетворительным результатам (лучший финиш-7-е место в Голландии) ещё и умудрился сбить гоночного инженера своего партнёра по команде Дэйва Лакетта на Гран-при Бельгии, сломав последнему обе ноги. По большому счёту именно за это Стор был уволен из команды за два этапа до конца сезона. Жак Вильнёв (старший) заменил его на Гран-при Канады и Гран-при Сизарс-пэласа, но неудачно, оба раза не пройдя квалификацию. В конце сезона команда, поначалу бывшая 3-й в Кубке конструкторов скатилась на 8-е место, разделив его с «Тиррелл» и «Альфа-Ромео». Патрезе закончил сезон 11-м с 10 очками. Стор не был квалифицирован в итоговом протоколе чемпионата, за неимением очков. Закончив сезон Риккардо Патрезе предпочёл принять предложение чемпионской конюшни «Брэбем», нежели остаться со «Стрелами», а Стор после увольнения так больше и не вернулся в мир «Больших Призов».

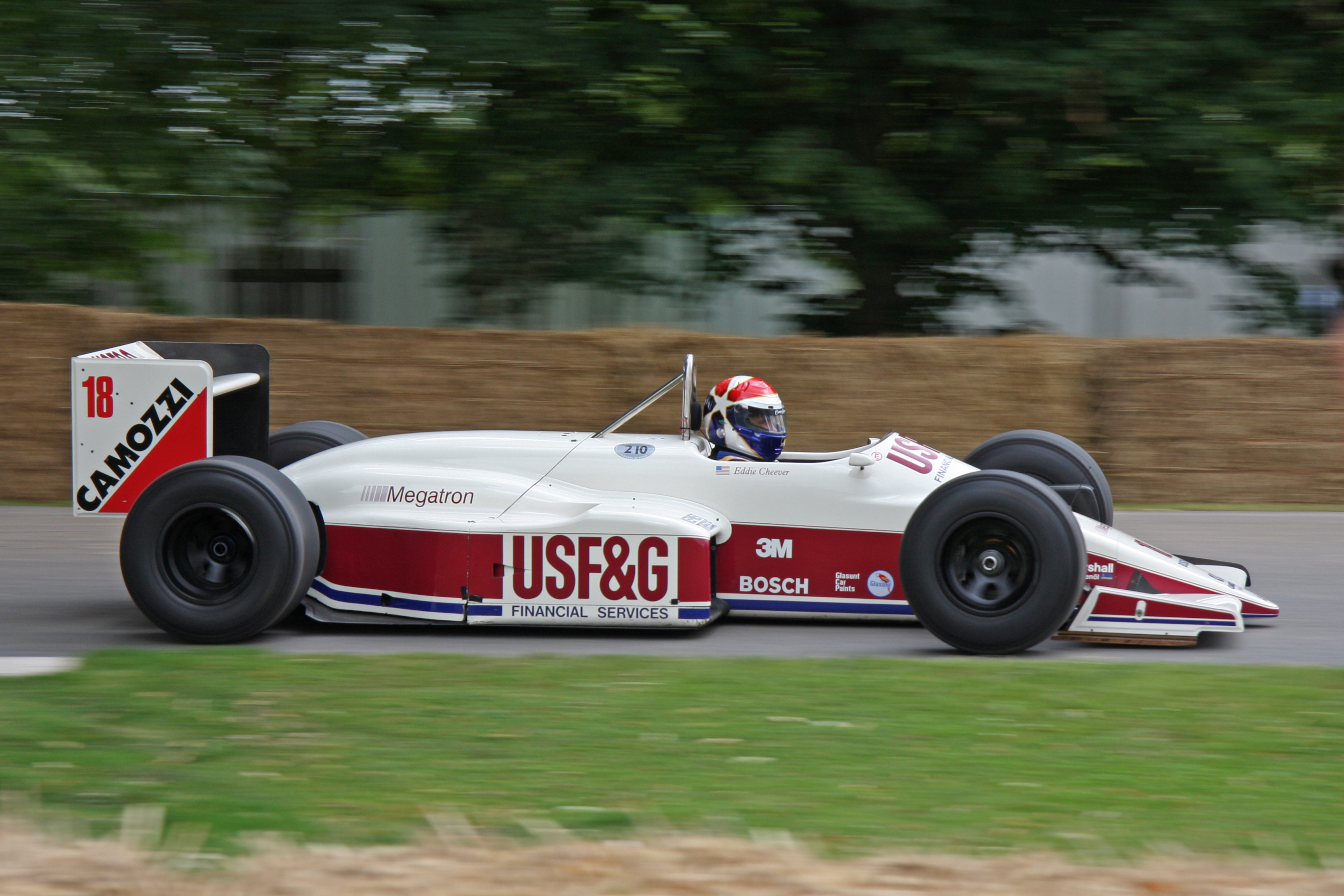
Эдди Чивер за рулём Arrows A10B.

В сезоне 1984 команда выступает с двигателями БМВ и спонсорской поддержкой табачного бренда «Барклай» (Barclay). В этом году команда смогла занять в Кубке Конструкторов 9-е место, а в следующем, 1985, подняться на 8-е. В 1987 году поставщик двигателей BMW решил прекратить поддержку команды. Пришлось использовать моторы от Megatron, с которыми британская команда провела свои лучшие сезоны, заняв 6-е место в 1987 году и даже 4-е в 1988 — последнем году двигателей с турбонаддувом. Побед не было, но результат был достигнут благодаря многочисленным финишам в очковой зоне; автомобилями «Эрроуз» при этом управляли Эдди Чивер и Дерек Уорик.

### Футуорк Эрроуз

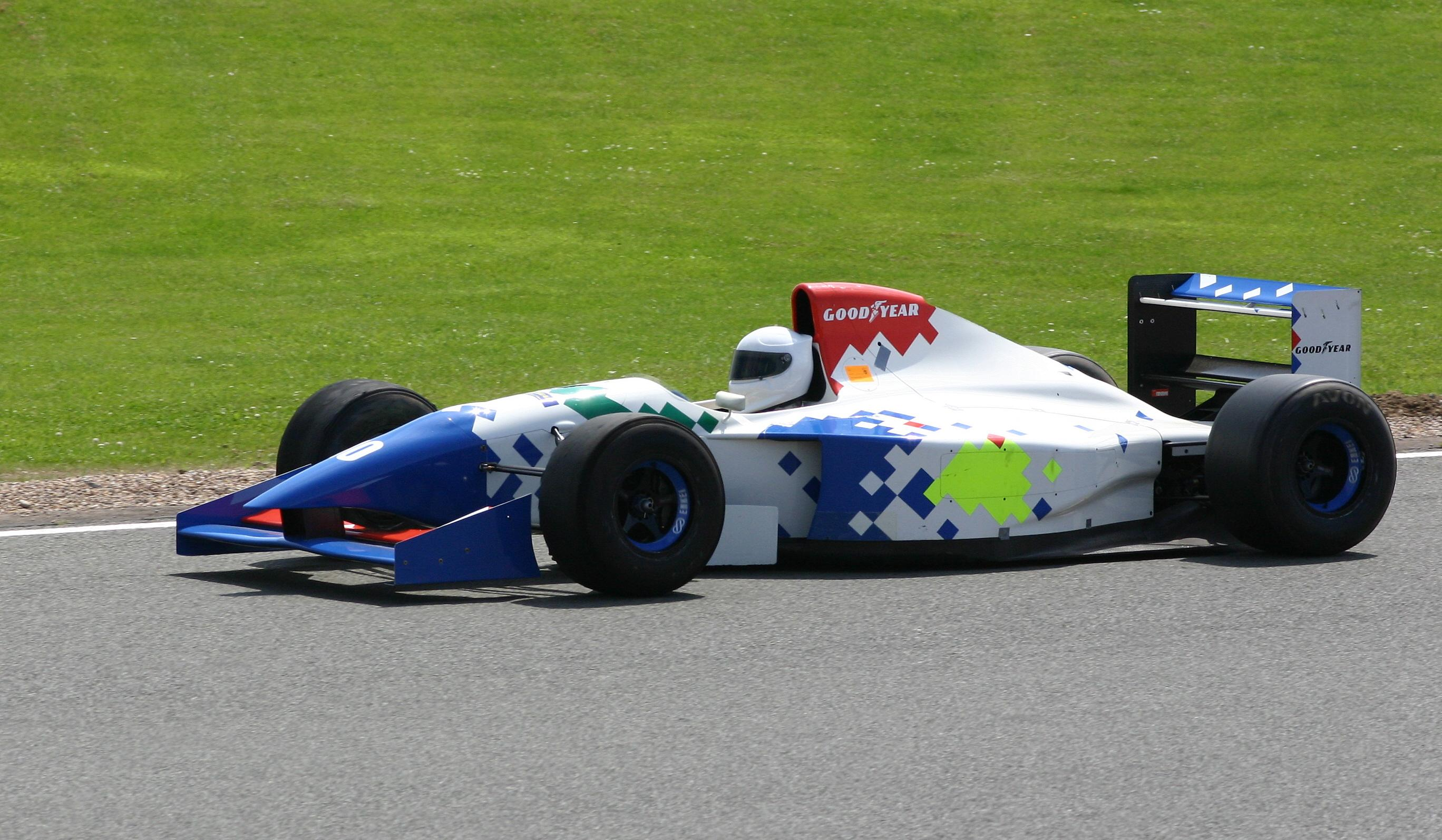
Footwork FA15 года на Гудвудском фестивале скорости 2008.

Японский бизнесмен Ватару Охаси стал ключевым инвестором команды «Эрроуз» в 1990 году. На машинах разместили логотип «Футуорк», а в 1991 году команду переименовали в «Футуорк». В сезоне 1991 года команда выступает с двигателями Порше, однако, из-за неудовлетворительных результатов в середине сезона 1991 команда использует двигатели Ford. На сезон 1992 команда заручается поддержкой японских мотористов Mugen.В 1992 году стараниями Микеле Альборето команда занимает 7-е место в кубке конструкторов, с 6 очками. Сезон 1993 становится последним сезоном команды, который она проводит под логотипами «Футуорк». Урезание финансирования и фактический отказ от спонсорства компании «Футуорк» привели к ухудшению результатов. В 1993 году команда заняла 9-е место в кубке конструкторов с 4 очками, заработанными Дереком Уориком. После сезона 1993 команда отказывается от услуг Mugen в пользу Ford. Сезон 1994 команда проводит чуть сильнее и финиширует 9-й в кубке конструкторов с 9 очками (6 очков на счету у Кристиана Фиттипальди и 3 у Джанни Морбиделли).

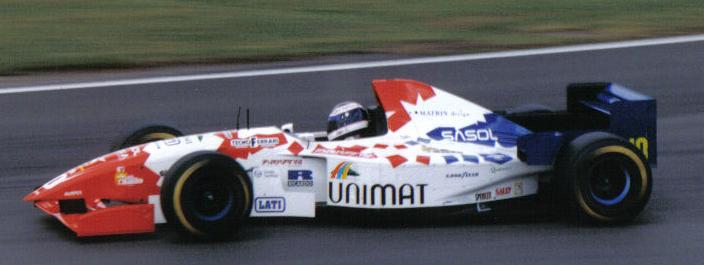
Таки Инуе управляет Footwork FA16 на Гран-при Великобритании 1995 года.

C 1995 года «Футуорк» выступает на двигателях Hart. На Гран-при Австралии Джанни Морбиделли приносит команде первый за 6 лет подиум, финишировав 3-м. Ранее, на Гран-при Канады Морбиделли финишировал шестым. Итог — 5 очков и снова 9-е место в чемпионате команд.
Сезон 1996 ещё более ухудшил ситуацию. Спасло команду лишь 6-е место Йоса Ферстаппена в Аргентине. Финиш сезона на уже привычной 9-й позиции в Кубке конструкторов. «Эрроуз» выступает под названием «Футуорк» до 1996 года, когда команда снова сменила название на «Эрроуз».

### ТВР Эрроуз

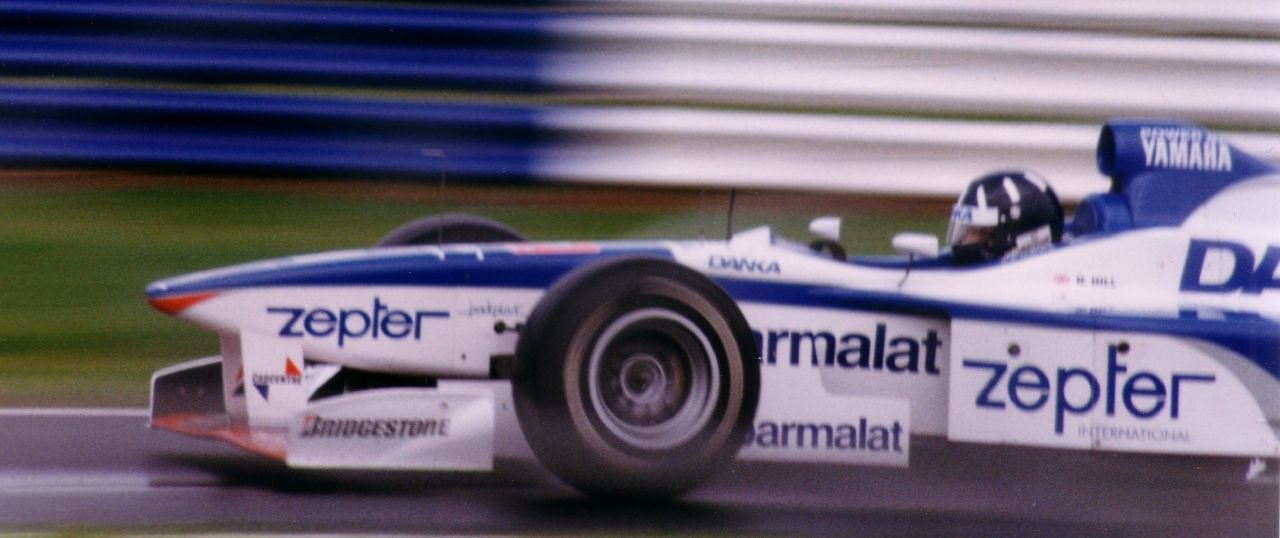
На Гран-при Великобритании 1997 года Хилл принёс команде первые очки.

В марте 1996, команду купил предприниматель Том Уокиншоу, возглавляющий ТВР Групп (TWR Group), а в сентябре Уокиншоу подписал контракт с чемпионом мира Деймоном Хиллом (Damon Hill) и нанял бразильца Педру Диниса для помощи чемпиону мира. Команда была близка к победе на Гран-при Венгрии 1997 года, но на последнем круге гонки на автомобиле Деймона произошла поломка коробки передач, что позволило ему финишировать только вторым. В последующие годы Уокиншоу приобретёт и остальную долю Оливера в команде. Брайан Харт, выступавший в роли поставщика двигателей с 1995 года, стал работником команды, создав сначала двигатели на базе моторов Yamaha, а потом, в 1998, и моторы, полностью произведённые «Эрроуз».
В сезоне 2000 года Йос Ферстаппен возвращается в команду, где с 1999 года первым гонщиком является Педро де ла Роса. Команда использует шасси Arrows A21 с двигателем «Супертек» (Supertec). Двигатель «Супертек» был не самым мощным, однако всё ещё был хорош и успешно дорабатывался по ходу сезона. Установленный на шасси с отличной аэродинамикой и хорошей устойчивостью задней оси, этот мотор позволил установить несколько рекордов скорости на прямой. В общем, оба гонщика команды были вполне конкурентоспособны среди середняков.

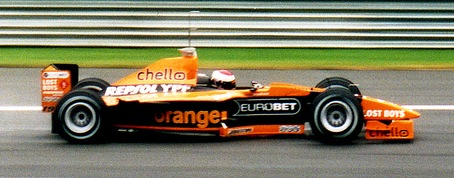
Автомобиль команды «Orange Arrows» на Гран-при Италии 2000 года.

Переход на двигатели «Эйшатек» (Asiatech) V10 в 2001 и потеря значительной части персонала ослабили команду, в том числе и потому, что Том Уокиншоу решил заменить де ла Розу дебютантом Энрике Бернольди. Команда прошла через сезон с напряжённым трудом, и единственное очко было заработано Ферстаппеном в Австрии.
Также в это время команда оказывает консультационную помощь разработчикам компьютерного симулятора Формулы-1 «Geoff Crammond’s Grand Prix 4».
В сезоне 2002 года Уокиншоу заключил соглашение о поставках двигателей Cosworth V10. Бернольди сохранил место в команде, однако место Ферстаппена занял Хайнц-Харальд Френтцен, оставшийся не у дел после того, как прекратила своё существование команда Prost Grand Prix. Команда израсходовала бюджет к середине сезона и даже не заявлялась в нескольких последних Гран-при. Результатом сезона явилась ликвидация команды по его окончании. Вместе с командой почил в бозе и весь проект TWR.
Консорциум во главе с компанией «Финикс Файненс» (Phoenix Finance), управляемый другом Уокиншоу по имени Чарльз Никерсон (Charles Nickerson), выкупил часть активов команды, в частности двигатели в надежде, что вместе с произведённой ранее покупкой части активов команды Prost Grand Prix это даст возможность принимать участие в гонках в сезоне 2003. К сожалению, запрет FIA не позволил этим планам претвориться в жизнь.
Болезненной деталью явилось то, что Ферстаппен, которому предлагали контракт тест-пилота Ferrari, отклонил это предложение, предпочтя казавшийся тогда более привлекательным вариант с «Эрроуз».

## Дальнейшее применение шасси Эрроуз
Шасси и права интеллектуальной собственности были позже куплены Полом Стоддартом, главой команды «Минарди», который планировал заменить собственное шасси.
Новоорганизованная команда Super Aguri F1 в 2005 году приобрела шасси «Эрроуз» образца 2002 года и с незначительными модификациями провела на них несколько первых гонок своего дебютного сезона (2006) под маркой Super Aguri SA05. Обновлённая версия, базирующаяся на том же шасси, названная Super Aguri SA06, была представлена на Гран-при Германии 2006 года. Super Aguri F1 базировалась на бывшей фабрике «Эрроуз» в британском городе Leafield, Оксфордшир.

## Результаты выступлений в Формуле-1
| Легенда к таблице |                                                                    |
| --- | ------------------------------------------------------------------ |
| В таблице перечислены результаты всех Гран-при Формулы-1, в которых принимала участие команда. Строками таблицы являются сезоны, столбцами — этапы чемпионата мира. В каждой клетке указаны сокращённое название этапа и результаты гонщиков команды, дополнительно обозначенные цветом. Расшифровка обозначений и цветов представлена в нижеследующей таблице. |                                                                    |
| \| Пример \| Описание \| \| ------------ \| ------------------------------------------------------------------ \| \| 1 \| Победитель \| \| 2 \| Второе место \| \| 3 \| Третье место \| \| 5 \| Финишировал, заработав очки \| \| Сход \| Не финишировал, но при этом заработал очки \| \| 12 \| Финишировал, не получив очков \| \| НКЛ \| Финишировал, но не попал в финальную классификацию \| \| 15 \| Участвовал вне зачёта, либо по отдельной классификации \| \| 18 \| Не финишировал, но попал в финальную классификацию \| \| Сход \| Не финишировал \| \| НКВ \| Не прошёл квалификацию \| \| НПКВ \| Не прошёл предквалификацию \| \| ДСК \| Дисквалифицирован \| \| ИСК \| Исключён из протокола соревнований \| \| ТТ \| Заявлен для участия только в тренировках \| \| НС \| Участвовал в квалификации, но не стартовал в гонке \| \| Т \| Травмирован или болен \| \| ОТК \| Отказ от участия \| \| НТР \| Прибыл на соревнования, но на трассу не выезжал \| \| НПР \| Был заявлен в числе участников, но не прибыл к началу соревнований \| \| О \| Соревнования отменены \| \| \| Не участвовал \| \| Поул-позиция \| \| \| Быстрый круг \| \| |                                                                    |
| Пример | Описание                                                           |
| 1 | Победитель                                                         |
| 2 | Второе место                                                       |
| 3 | Третье место                                                       |
| 5 | Финишировал, заработав очки                                        |
| Сход | Не финишировал, но при этом заработал очки                         |
| 12 | Финишировал, не получив очков                                      |
| НКЛ | Финишировал, но не попал в финальную классификацию                 |
| 15 | Участвовал вне зачёта, либо по отдельной классификации             |
| 18 | Не финишировал, но попал в финальную классификацию                 |
| Сход | Не финишировал                                                     |
| НКВ | Не прошёл квалификацию                                             |
| НПКВ | Не прошёл предквалификацию                                         |
| ДСК | Дисквалифицирован                                                  |
| ИСК | Исключён из протокола соревнований                                 |
| ТТ | Заявлен для участия только в тренировках                           |
| НС | Участвовал в квалификации, но не стартовал в гонке                 |
| Т | Травмирован или болен                                              |
| ОТК | Отказ от участия                                                   |
| НТР | Прибыл на соревнования, но на трассу не выезжал                    |
| НПР | Был заявлен в числе участников, но не прибыл к началу соревнований |
| О | Соревнования отменены                                              |
| | Не участвовал                                                      |
| Поул-позиция |                                                                    |
| Быстрый круг |                                                                    |

### Результаты первого и последнего года выступлений в период 1978—1990 годов
| Сезон | Шасси           | Двигатель                | Ш | Гонщики          | 1   | 2    | 3    | 4   | 5    | 6    | 7    | 8    | 9    | 10   | 11  | 12   | 13   | 14   | 15   | 16  | Место | Очки |
| ----- | --------------- | ------------------------ | - | ---------------- | --- | ---- | ---- | --- | ---- | ---- | ---- | ---- | ---- | ---- | --- | ---- | ---- | ---- | ---- | --- | ----- | ---- |
| 1978  | Arrows FA1 A1   | Ford Cosworth DFV 3.0 V8 | G |                  | АРГ | БРА  | ЮАР  | СШЗ | МОН  | БЕЛ  | ИСП  | ШВЕ  | ФРА  | ВЕЛ  | ГЕР | АВТ  | НИД  | ИТА  | США  | КАН | 9     | 11   |
| 1978  | Arrows FA1 A1   | Ford Cosworth DFV 3.0 V8 | G | Риккардо Патрезе |     | 10   | Сход | 6   | 6    | Сход | Сход | 2    | 8    | Сход | 9   | Сход | Сход | Сход |      | 4   | 9     | 11   |
| 1978  | Arrows FA1 A1   | Ford Cosworth DFV 3.0 V8 | G | Рольф Штоммелен  |     |      | 9    | 9   | Сход | Сход | 14   | 14   | 15   | НКВ  | ДСК | НПКВ | НПКВ | НПКВ | 16   | НКВ | 9     | 11   |
| 1990  | Arrows A11 A11B | Ford Cosworth DFV 3.5 V8 | G |                  | США | БРА  | САН  | МОН | КАН  | МЕК  | ФРА  | КАН  | ГЕР  | ВЕН  | БЕЛ | ИТА  | ПОР  | ИСП  | ЯПО  | АВС | 9     | 2    |
| 1990  | Arrows A11 A11B | Ford Cosworth DFV 3.5 V8 | G | Микеле Альборето | 10  | Сход | НКВ  | НКВ | Сход | 17   | 10   | Сход | Сход | 12   | 13  | 12   | 9    | 10   | Сход | НКВ | 9     | 2    |
| 1990  | Arrows A11 A11B | Ford Cosworth DFV 3.5 V8 | G | Бернд Шнайдер    | 12  |      |      |     |      |      |      |      |      |      |     |      |      | НКВ  |      |     | 9     | 2    |
| 1990  | Arrows A11 A11B | Ford Cosworth DFV 3.5 V8 | G | Алекс Каффи      | Т   | Сход | НКВ  | 5   | 8    | НКВ  | Сход | 7    | 9    | 9    | 10  | 9    | 13   | Т    | 9    | НКВ | 9     | 2    |

### Результаты первого и последнего года выступлений в период 1997—2002 годов
| Сезон | Шасси      | Двигатель             | Ш | Гонщики                | 1   | 2    | 3    | 4    | 5    | 6    | 7   | 8    | 9    | 10   | 11   | 12   | 13   | 14  | 15  | 16  | 17   | Место | Очки |
| ----- | ---------- | --------------------- | - | ---------------------- | --- | ---- | ---- | ---- | ---- | ---- | --- | ---- | ---- | ---- | ---- | ---- | ---- | --- | --- | --- | ---- | ----- | ---- |
| 1997  | Arrows A18 | Yamaha OX11A 3,0 V10  | B |                        | АВС | БРА  | АРГ  | САН  | МОН  | ИСП  | КАН | ФРА  | ВЕЛ  | ГЕР  | ВЕН  | БЕЛ  | ИТА  | АВТ | ЛЮК | ЯПО | ЕВР  | 8     | 9    |
| 1997  | Arrows A18 | Yamaha OX11A 3,0 V10  | B | Деймон Хилл            | НС  | Сход | Сход | Сход | Сход | Сход | 9   | 12   | 6    | 8    | 2    | 13   | Сход | 7   | 8   | 11  | Сход | 8     | 9    |
| 1997  | Arrows A18 | Yamaha OX11A 3,0 V10  | B | Педру Динис            | 10  | Сход | Сход | Сход | Сход | Сход | 8   | Сход | Сход | Сход | Сход | 7    | Сход | 13  | 5   | 12  | Сход | 8     | 9    |
| 2002  | Arrows A23 | Cosworth CR-3 3,0 V10 | B |                        | АВС | МАЛ  | БРА  | САН  | ИСП  | АВТ  | МОН | КАН  | ЕВР  | ВЕЛ  | ФРА  | ГЕР  | ВЕН  | БЕЛ | ИТА | США | ЯПО  | 11    | 2    |
| 2002  | Arrows A23 | Cosworth CR-3 3,0 V10 | B | Хайнц-Харальд Френтцен | ДСК | 11   | Сход | Сход | 6    | 11   | 6   | 13   | 13   | Сход | НКВ  | Сход |      |     |     |     |      | 11    | 2    |
| 2002  | Arrows A23 | Cosworth CR-3 3,0 V10 | B | Энрике Бернольди       | ДСК | Сход | Сход | Сход | Сход | Сход | 12  | Сход | 10   | Сход | НКВ  | Сход |      |     |     |     |      | 11    | 2    |